# Allendismo

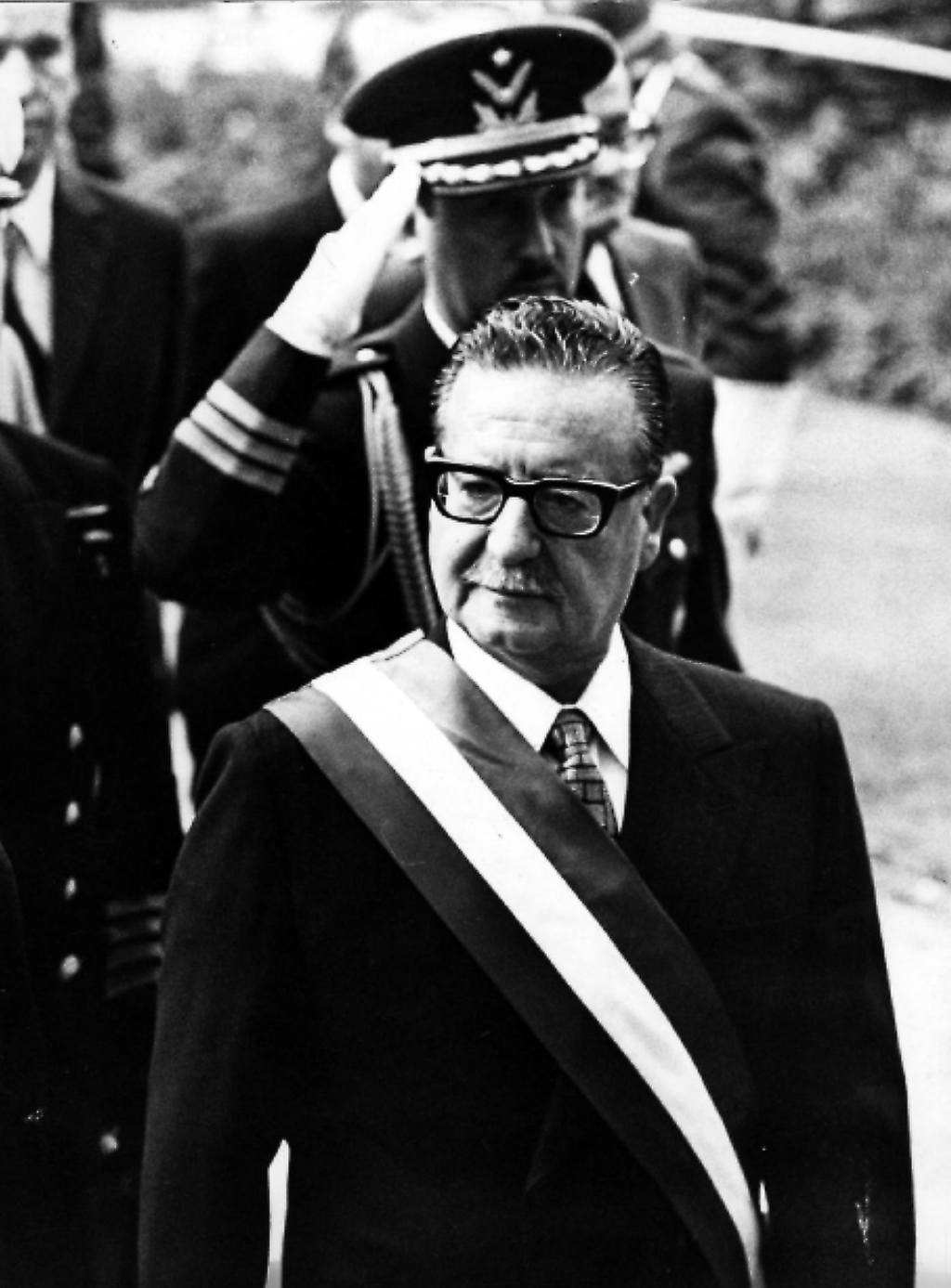
Salvador Allende con la banda presidencial.

El allendismo es una corriente ideológica que basa sus posturas y líneas en lo que fue el gobierno de Salvador Allende, expresidente de Chile que, junto a la Unidad Popular (UP), gobernó el país hasta el golpe de Estado de 1973, perpetrado por Augusto Pinochet. Se ubica dentro del espectro político entre la izquierda y centroizquierda, basando sus principios en el socialismo chileno, socialismo democrático, el humanismo socialista, el intento de vía chilena hacia el socialismo, el institucionalismo, el reformismo y el antipinochetismo.
A los seguidores de esta corriente se les denomina «allendistas».

## Corrientes teóricas internas

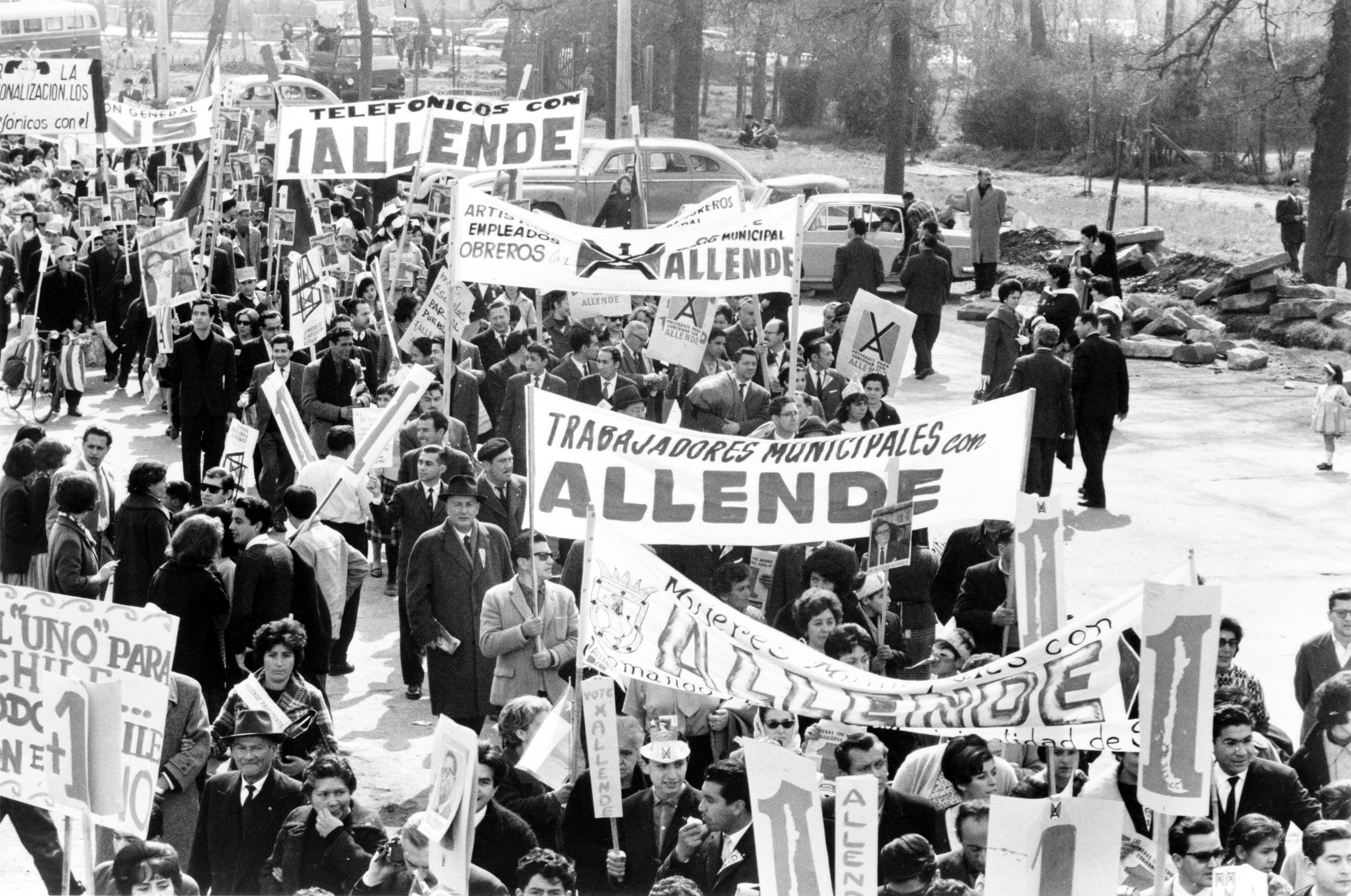
Marcha allendista (1970).

Dentro del allendismo, se encuentran principalmente dos corrientes teórico-históricas: una liderada por el propio expresidente Salvador Allende y seguida por los partidos Comunista, Radical, MAPU O/C y API; mientras que la otra corriente, de corte más radical, liderada por Carlos Altamirano, era seguida por los partidos Socialista, MAPU e IC.
La primera opinión interna, del propio Allende, hablaba de «avanzar consolidando»: avanzar en las reformas estructurales en el país y consolidando y dialogando al mismo tiempo con la Democracia Cristiana, la Confederación de la Democracia y el empresariado para no aumentar tanto la tensión interna como social que el país vivía. La segunda ocupaba como lema «avanzar sin tranzar», con la que expresaba la negativa a llegar a cualquier acuerdo con sectores empresariales, el centro y la derecha política durante el gobierno; representó la línea más radical dentro de la coalición de la Unidad Popular, ya que, en aquel entonces, estos sectores veían con desconfianza la vía electoral. Durante el golpe de Estado, Pinochet ordenó el asesinato inmediato de Carlos Altamirano, por considerarlo un posible factor de resistencia armada.

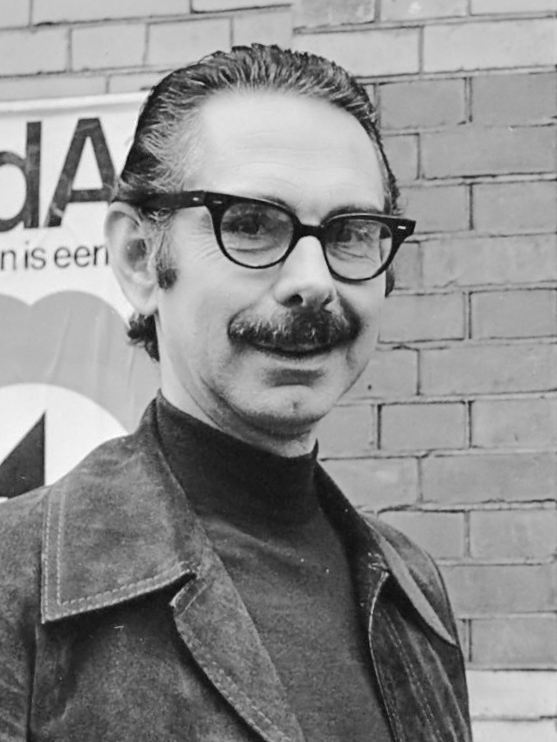
Carlos Altamirano.

Posterior a la denominada «renovación socialista», en donde exiliados de la UP en Europa abrazaron e internalizaron dentro de su accionar la institucionalidad y la socialdemocracia como bases ideológicas, el allendismo adaptó un carácter más institucional y conciliador respecto a las reformas levantadas por la misma corriente. Actualmente, expertos definen al allendismo como un sentimiento de nostalgia al periodo de la Unidad Popular, sin necesariamente querer restablecer o intentar nuevamente las reformas hechas durante esa época.